# Volcse (Makedonszki Brod)
Volcse (macedónul: Волче) település Észak-Macedóniában, a Délnyugati körzet Makedonszki Brod-i járásában.

## Népesség
| Lakosok száma | 244  | 275  | 289  | 294  | 129  | 45   | 33   | 7    | 3    |
|               | 1948 | 1953 | 1961 | 1971 | 1981 | 1991 | 1994 | 2002 | 2021 |

2002-ben 7 lakosa volt, akik mindannyian macedónok.